# Marbury (Alabama)
Marbury – jednostka osadnicza w Stanach Zjednoczonych, w stanie Alabama, w hrabstwie Autauga. Według danych na rok 2020 miejscowość zamieszkiwało 1427 osób, a gęstość zaludnienia wyniosła 23,71 os./km².

## Geografia
Marbury ma łączną powierzchnię 60,17 km², w tym 59,97 km² stanowi ląd, a 0,2 km² stanowią wody. Miejscowość jest położona 159 m n.p.m..

### Klimat
Średnia temperatura wynosi 17 °C. Najcieplejszym miesiącem jest czerwiec (25 °C), a najzimniejszym miesiącem jest styczeń (7 °C). Średnie opady wynoszą 1716 milimetrów rocznie. Najbardziej wilgotnym miesiącem jest luty (267 milimetrów opadów), a najbardziej suchym miesiącem jest październik (53 milimetry opadów).

## Demografia
Według danych na rok 2020 Marbury liczyło 587 gospodarstw domowych, w których mieszkało 558 rodzin. Średni wiek wszystkich mieszkańców wynosi 33 lata, natomiast 6,2% (88 osób) wszystkich mieszkańców stanowią osoby powyżej 65 roku życia.